# Urloko erreka
L'Urloko erreka ou Urlo (basque pour Ruisseau (erreka) de Urlo) est un ruisseau qui traverse le département des Pyrénées-Atlantiques et un affluent droit de l'Antzara erreka dans le bassin versant de l'Adour.

## Hydronymie
L'Urloko erreka est mentionné en 1863 dans le dictionnaire topographique Béarn-Pays basque sous la forme Urlo.

## Géographie
D'une longueur de 11,9 kilomètres, il prend sa source sur la commune de Souraïde (Pyrénées-Atlantiques), à l'altitude 120 mètres.
Il coule du sud-ouest vers le nord-est et se jette dans l'Antzara erreka à Ustaritz (Pyrénées-Atlantiques), à l'altitude 5 mètres, sous le nom d'Halzabaltzako erreka.

## Communes, cantons et départements traversés
Dans le département des Pyrénées-Atlantiques, l'Urloko erreka traverse cinq communes et deux cantons, dans le sens amont vers aval : Souraïde (source), Espelette, Larressore, Saint-Pée-sur-Nivelle et Ustaritz (confluence).
Soit en termes de cantons, l'Urloko erreka prend source dans le canton d'Espelette et conflue dans le canton d'Ustaritz.

## Affluents
L'Urloko erreka a deux affluents référencés :
- l'Urloko erreka (rg - Q9330640), 1,6 km, qui traverse Souraïde ;
- le Lukuko erreka (rg), 2,6 km, qui traverse Ustaritz.